# Чемпионат мира по конькобежному спорту на отдельных дистанциях 2025 — командный спринт (мужчины)
Соревнования в командном спринте среди мужчин на чемпионате мира по конькобежному спорту на отдельных дистанциях 2025 года прошли 13 марта на катке «Викингскипет» в Хамаре, Норвегия. Участие приняли 8 команд отобравшихся по итогам Кубка мира (7 по итоговому положению и 1 по лучшему времени на этапах Кубка мира). Помимо этого, был составлен список из 3 резервных команд на основе лучшего времени на этапах Кубка мира в сезоне.

## Результаты
| Место | Страна                                                                | Время   | Отставание |
| ----- | --------------------------------------------------------------------- | ------- | ---------- |
| 1     | Китай · Сюэ Чживэнь · Лянь Цзывэнь · Нин Чжунъянь                     | 1.18,13 |            |
| 2     | Нидерланды · Янно Ботман · Еннинг де Бо · Тим Принс                   | 1.18,42 | +0,29      |
| 3     | США · Остин Клеба · Купер Маклеод · Зах Стоппелмор                    | 1.19,23 | +1,10      |
| 4     | Норвегия · Хенрик Фагерли Рукке · Бьёрн Магнуссен · Дидрик Энг Странд | 1.19,32 | +1,19      |
| 5     | Польша · Марек Каниа · Пётр Михальский · Дамиан Журек                 | 1.19,68 | +1,55      |
| 6     | Канада · Лоран Дюбрёй · Коннор Хоу · Андерс Джонсон                   | 1.19,86 | +1,73      |
| 7     | Республика Корея · Ким Джун Хо · Чха Мин Гю · Чо Сан Хёк              | 1.20,04 | +1,91      |
| 8     | Германия · Мориц Кляйн · Штефан Эмеле · Хендрик Домбек                | 1.20,42 | +2,29      |